# Güevedoce
Güevedoces (traduzido livremente como "pênis aos doze anos") é um termo usado na República Dominicana para crianças com uma variação intersexo específica. Estas crianças são atribuídas como do sexo feminino ao nascer, e, por volta dos 12 anos, começam a desenvolver naturalmente a genitália típica masculina. Isso se deve a uma deficiência na produção de 5α-redutase, uma enzima envolvida no metabolismo da testosterona em dihidrotestosterona.  O mesmo fenômeno ocorre em Papua Nova Guiné, onde é chamado de kwolu-aatmwol pelo povo da Sâmbia ('o que sugere a transformação de uma pessoa "em uma coisa masculina"'), e na Turquia.